# Arthur Loesser
Arthur Adolph Loesser (New York, 26 agosto 1894 – Cleveland, 5 gennaio 1969) è stato un pianista, musicologo e scrittore statunitense.

## I primi anni
Nato a New York in una famiglia di musicisti, Loesser ricevette i primi rudimenti di pianoforte dal padre, che aveva origini tedesche. Studiò in seguito con Zygmunt Stojowski presso l'Institute of Musical Art, noto in seguito come Juillard School.

## La carriera
Loesser fu autore dei libri Humor in American Song e Men, Women, and Pianos: A Social History. Curò anche i programmi dei concerti dell'Orchestra di Cleveland e i libretti che accompagnavano le registrazioni di Vladimir Horowitz e di altri musicisti.
Loesser insegnò alla Cleveland Institute of Music a partire dal 1926. Dal 1953 fino alla morte, nel 1969, fu a capo del dipartimento di pianoforte. Tra i suoi allievi si ricordano Sergio Calligaris e Anton Kuerti.
Come pianista, Loesser fece numerosi concerti e spettacoli, per la prima volta nel 1913 a Berlino. Accoppiava spesso le sue esecuzioni a conferenze, in cui era ricordato per la sua arguzia. Fece inoltre parte, tra il 1920 e il 1930, di un duo pianistico, insieme al famoso direttore d'orchestra Wilfrid Pelletier. I due eseguirono insieme un gran numero di registrazioni, dirette da Arthur Bodanzky. Fece inoltre molte registrazioni da solista, alcune delle quali sono state anche riportate su compact disc.

## Il servizio militare
Durante la seconda guerra mondiale, Loesser si arruolò nell'esercito statunitense e prestò servizio nel dipartimento di intelligence giapponese. Durante questo periodo, imparò il giapponese e, dopo la fine della guerra, fece dei concerti con conferenze annesse a Tokyo. Loesser si ritirò poi dall'esercito ottenendo il grado di maggiore.

## La morte
Loesser morì di infarto mentre era alla guida della sua automobile, fuori dal Cleveland Institute of Music il 4 gennaio 1969, all'età di 74 anni.

## La famiglia
Arthur Loesser era fratellastro del compositore di Broadway Frank Loesser. Spesso descriveva scherzosamente Frank come "il cattivo dei due Loesser".
Loesser e sua moglie Jean Basset hanno avuto una figlia, la storica della moda Anne Hollander.

## Scritti
- Humor in American song Soskin, 1942, ristampa 1974 – curato da Alfred Kugel (OCLC 939007)
- Men, Women, and Pianos: A Social History, New York, Simon & Shuster, 1954, pp. 654 (OCLC 269089) - Ristampa 1990, New York, Dover Pubblications (ISBN 0-4862-6543-9 - OCLC 22239968)
- Note di registrazione : Henryk Szeryng, Sonata a Kreutzer e Sonata la Primavera di Beethoven (RCA)

## Registrazioni
- Arthur Loesser In Recital : Dussek, Hummel, Field, Clementi, Rubinstein, Reger, Busoni… (29 octobre 1967, 2CD Marston Records 52036-2) - OCLC 48998749
- Brahms, Sonata per violino n. 1 e 2, Danza ungherese n. 1 (arr. Joachim) - Toscha Seidel, violino (1926°/1931, Pearl / Biddulph Recordings) - OCLC 45094295 e OCLC 23892475